# Giuseppe Occhialini
Giuseppe "Beppo" Occhialini (Fossombrone, Pésaro, Italia; 5 de diciembre de 1907 - 30 de diciembre de 1993) fue un físico italiano, que contribuyó al descubrimiento del pion en el Laboratorio de Física Cósmica de Chacaltaya o la desintegración del mesón pi en 1947, con César Lattes y Cecil Frank Powell (Premio Nobel de Física). En el momento del descubrimiento, todos ellos trabajaban en el Laboratorio H. H. Wills de la Universidad de Bristol.
El satélite de rayos X SAX fue nombrado BeppoSAX en su honor después de su lanzamiento en 1996.

## Lectura adicional
- Redondi, Pietro. The Scientific Legacy of Beppo Occhialini. Bologna: Società Italiana di Fisica, Springer, 2006. ISBN 978-3-540-37353-7. Disponible en línea: https://web.archive.org/web/20160305002634/http://link.springer.com/book/10.1007/978-3-540-37354-4/page/1

- Datos: Q498246
- Multimedia: Giuseppe Occhialini / Q498246